# 中央アフリカ共和国と南スーダンの国境

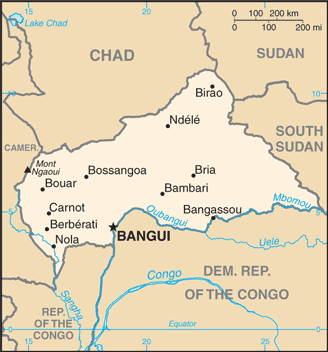
中央アフリカ共和国の地図

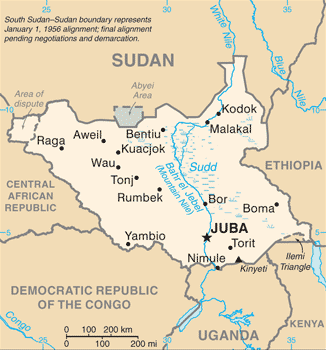
南スーダンの地図。西部のカフィア・キンギ地域はスーダンとの領有権問題あり。

中央アフリカ共和国と南スーダンの国境は中央アフリカ共和国と南スーダンの国境についての紛争を記す。
国境の長さは1,055km（655 m）で、北にスーダンがある3地点から、南にコンゴ民主共和国がある3地点まで伸びている。

## 説明
スーダンと南スーダンの両方が現在スーダンの実効支配下にあるカフィアキンギ地域を主張しているために、両国間の国境は論争中である。事実上の三点から始まり、国境は南東に曲がる前に、短い距離だけ南に進む。その後、国境は南東方向に陸路で非常に不規則な一連の線をたどり、DRCのあるトリポイントまで続く。境界は、ナイル川とコンゴの分水界の間の分割にほぼ従っている。